# Charles-Marie-Esprit Espinasse
Charles-Marie-Esprit Espinasse (Castelnaudary, 21 december 1791 – Slag bij Magenta, Magenta, 4 juni 1859) was een Frans generaal en politicus ten tijde van het Tweede Franse Keizerrijk. Hij sneuvelde in de Slag bij Magenta tijdens de Tweede Italiaanse Onafhankelijkheidsoorlog.

## Biografie
Charles-Marie-Esprit Espinasse studeerde vanaf 1833 aan de militaire school École Spéciale Militaire de Saint-Cyr. Na zijn opleiding werd hij in het Vreemdelingenlegioen ingezet in Frans-Algerije (1835-1849). Hij nam deel aan de staatsgreep van 2 december 1851 en bezette mee het Palais Bourbon, het parlementsgebouw in Parijs. Enkele maanden na de staatsgreep benoemde de nieuwe keizer Napoleon III Espinasse tot brigadegeneraal en werd hij veldadjudant bij het Militair Huis van de keizer.
Espinasse voerde een legereenheid, het Armée d'Orient, aan tijdens de Krimoorlog (1853-1856), maar geraakte besmet met cholera. Eenmaal hij was hersteld, streed hij mee in de Slag aan de Tchernaïa (16 augustus 1855) en de Slag bij Malachov (7 september 1855). Na de Krimoorlog werd Espinasse op 29 augustus 1855 gepromoveerd tot divisiegeneraal, om in 1857 inspecteur-generaal van de infanterie te worden.
Als gevolg van de aanslag op Napoleon III door de Italiaan Felice Orsini op 14 januari 1858 kwam de positie van de politiek verantwoordelijke minister van Binnenlandse Zaken Adolphe Billault kwam ter discussie. Op 7 februari 1858 werd hij in de regering-Bonaparte III vervangen door Charles-Marie-Esprit Espinasse. Hij zou slechts enkele maanden minister blijven. Tijdens zijn korte ministerschap zou evenwel een belangrijke wet worden aangenomen door het Wetgevend Lichaam. Het gaat om de wet op de algemene veiligheid, die het regime meer instrumenten ter beschikking stelde om repressief op te treden tegen politieke tegenstanders. De goede verstandhouding tussen de keizer en minister Espinasse verdween evenwel, waarop de keizer hem wegpromoveerde naar de Senaat. Espinasse zou senator blijven tot zijn overlijden een jaar later. 
Nadien werd Espinasse nog ingezet in de Tweede Italiaanse Onafhankelijkheidsoorlog. Hij sneuvelde in deze oorlog tijdens de Slag bij Magenta op 4 juni 1859.
Espinasse was grootofficier in het Legioen van Eer.

## Trivia
- Zijn zoon Louis Espinasse (1853-1934) werd tevens generaal in het Franse leger en diende in de Eerste Wereldoorlog.